# Natural History Bulletin of the Siam Society
Natural History Bulletin of the Siam Society, (abreviado Nat. Hist. Bull. Siam Soc.) es una revista científica con ilustraciones y descripciones botánicas que es publicada desde el año 1947 hasta ahora.
El Boletín de Historia Natural de la Sociedad de Siam se ha publicado (con distintos nombres) desde 1914. Se presenta como un volumen con dos números al año. Es gratuita para los miembros de la Sociedad de Siam, pero se vende a los no miembros en Tailandia por 300 baht por año y en otros países para EE. UU. $ 32,00 por año, gastos de envío incluidos. Los números anteriores están disponibles en 150 baht o EE. UU. $ 7,50 más gastos de envío.